# Hackerberg
Hackerberg (węg. Vághegy, burg.-chorw. Stinjacki Vrh) – gmina w Austrii, w kraju związkowym Burgenland, w powiecie Güssing. Według danych Austriackiego Urzędu Statystycznego liczyła 360 mieszkańców (1 stycznia 2014).